# Astronomie + Raumfahrt im Unterricht

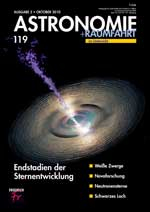
Astronomie + Raumfahrt

Die Zeitschrift Astronomie + Raumfahrt im Unterricht ist eine seit 1964 erscheinende Fachzeitschrift für das Unterrichtsfach Astronomie und für die Vermittlung astronomischer Themen in anderen Unterrichtsfächern sowie in der Erwachsenenbildung.
Sie wurde 1964 unter dem Titel „Astronomie in der Schule“ von Helmut Bernhard gegründet und erschien bis 1990 im Volk und Wissen Verlag. 1991 übernahm der Friedrich Verlag die Zeitschrift. Seit 1996 erscheint sie unter dem Titel Astronomie + Raumfahrt im Unterricht.

## Konzept
Astronomie + Raumfahrt im Unterricht ist die einzige deutschsprachige Zeitschrift, die astronomie-didaktische und fachwissenschaftliche Fragen der Astronomie und Raumfahrt behandelt. Ihr Anliegen ist es, den Unterricht in Astronomie (sowohl als Unterrichtsfach als auch im Kurs- und Wahlpflichtbereich innerhalb des Physik-, Mathematik- und Geographieunterrichts) fachlich und didaktisch fördernd zu begleiten.
Zu den Autoren zählen sowohl renommierte Fachastronomen als auch Lehrer und Amateurastronomen. Die inhaltliche Orientierung liegt in einer Verbindung von fachwissenschaftlichen Aufsätzen und Beiträgen zur Unterrichtsgestaltung mit Hinweisen zu aktuellen Beobachtungsmöglichkeiten am Himmel. Jedes Heft steht unter einem Hauptthema, wie „Facharbeiten im Astronomieunterricht“, „Nichtoptische Astronomie“, „Der neu entdeckte Mond“, „Alte Astronomie“, „Orientierung am Sternhimmel“, „Wie groß ist der Kosmos“.
Jedem Heft ist eine didaktisch aufbereitete Projektionsfolie für den Unterricht beigelegt. Einmal jährlich liegt ein Poster „Der Himmelslauf im Schuljahr“ bei. Auf ihm sind alle für die astronomischen Beobachtungen mit Schülern wichtigen Termine in kalendarischer Übersicht zusammengefasst; damit wird die langfristige Planung solcher Beobachtungen wesentlich erleichtert.

## Herausgeber
Von 2000 bis 2014 war der Leipziger Astronomiedidaktiker Klaus Lindner Herausgeber der Zeitschrift. Mit dem Jahrgang 2011 trat Oliver Schwarz, Professor für Physik und Leiter der Universitätssternwarte der Universität Siegen, an seine Seite. Seit 2014 ist Oliver Schwarz alleiniger Herausgeber. Chefredakteur ist seit 2014 Jürgen Hamel.